# Pavel Pecháček
Pavel Pecháček (2. července 1940 Praha – 16. ledna 2023 Jižní Karolína) byl český novinář a manažer.

## Život
Jeho otcem byl novinář Jaroslav Pecháček, který byl v době jeho narození vězněn za protifašistický odboj a po únoru 1948 emigroval i s manželkou do Německa. O Pavla se proto starala babička.
Po dokončení střední školy začal v roce 1958 pracovat jako pomocný dělník v Kovodělném podniku v Praze. Po absolvování základní vojenské služby vystudoval pražskou DAMU. Po srpnové invazi vojsk Varšavské smlouvy z Československa emigroval a ještě v roce 1968 začal pracovat pro rozhlasovou stanici Svobodná Evropa. V roce 1974 byl propuštěn, protože stanice byla nucena krátit svůj rozpočet. Uspěl však v konkurzu Hlasu Ameriky, přestěhoval se s rodinou do USA a v listopadu 1974 získal americké občanství. V Hlasu Ameriky pracoval až do roku 1989, kdy se ujal řízení českého vysílání Svobodné Evropy, které skončilo v roce 1994. Nicméně s českou redakcí přešel do nové zřízeného vysílání nazvaného Český rozhlas 6 / Rádio Svobodná Evropa, kde zastával funkci šéfredaktora. Účastnil se též pořadů a akcí Masarykova demokratického hnutí (Konference v Kopřivnici).
Patřil mezi skupinu lidí, která pomohla založit Cenu Ferdinanda Peroutky.
V roce 2024 byl oceněn Řádem Tomáše Garrigua Masaryka III. třídy in memoriam za zásluhy o rozvoj demokracie, humanity a lidských práv.